# Silbersee (Brundorf)
Der Silbersee nahe den Ortschaften Löhnhorst und Brundorf ist ein Badesee in Niedersachsen. Der auf dem Gelände des FKK-Campingplatzes des Bund für Familiensport und naturnahe Lebensgestaltung Bremen e.V. in einem Waldstück in der Bremer Schweiz gelegene Badesee misst 160 Meter in der Länge.
Der See ist mit verschiedenen Spielgeräten wie einer Wasserrutsche und Badeinseln ausgestattet. Die Wasserqualität des Sees ist seit mehreren Jahren ausgezeichnet. Für Tagesgäste ist das Baden gebührenpflichtig.